# Myocarde

Le myocarde est la couche de tissu musculaire du cœur située entre l'endocarde et l'épicarde.

## Structure
Le myocarde forme la paroi des cavités cardiaques. Elle est d'épaisseur variable : la paroi ventriculaire est plus épaisse que la paroi atriale et la paroi ventriculaire gauche est la plus épaisse (de l'ordre du centimètre).
Il est vascularisé par les artères coronaires.

## Cytologie
Le myocarde est composé de cellules musculaires striées spécialisées, les cardiomyocytes.
Ces cellules ne peuvent pas avoir de contraction prolongée et forment un tissu musculaire autonome régulé par les systèmes nerveux sympathique et parasympathique.
Le cytoplasme (appelé sarcoplasme dans les cellules musculaires) présente une striation identique à la fibre musculaire squelettique avec alternance de bandes A et de bandes I. Les myofibrilles sont disposées selon le grand axe de la cellule, la strie Z se liant à la membrane.

### Diversité des cellules myocardiques[2]
- Les cellules atriales: ce sont des cardiomyocytes classiques, présents au niveau des atriums. Elles sont un peu moins développées que les cardiomyocytes ventriculaires.
- Les cellules myoendocrines: ces cellules sont présentes au niveau des atriums. Ce sont des cellules musculaires particulières, qui ont un rôle endocrine: elles synthétisent et libèrent une hormone, le facteur atrial natriurétique.
- Les cardiomyocytes ventriculaires: ils jouent un rôle essentiel au sein du cœur en assurant la contraction des ventricules à chaque cycle cardiaque, en consommant de l'énergie. Ils contiennent une forme spécifique de myosine, la myosine cardiaque, une myosine lente. Il s'agit de cellules musculaires lentes, résistantes à la fatigue. Enfin, ils ont un métabolisme oxydatif prédominant, sont riches en mitochondries, et sont très sensibles à l'hypoxie.

## Histologie
Les cardiomyocytes sont associées en fibres parallèles anastomosées, séparées par de courtes travées d'endomysium, tissu conjonctif riche en vaisseaux sanguins (capillaires coronaires) du fait de la forte demande énergétique. Chaque fibre est composée de plusieurs cellules grossièrement cylindriques, avec des extrémités ramifiées. Le noyau ovoïde est en position centrale (avec quelquefois des nucléoles bien visibles).  
Une caractéristique histologique de ce tissu est la présence de stries dites scalariformes, stries séparant la cellule sur toute sa largeur, très marquées, en forme de marches d'escalier. Par le biais de ces stries scalariformes, il existe un contact étroit entre les extrémités distales des cellules pour permettre une diffusion rapide de la contraction à travers tout le myocarde. En conséquence, physiologiquement, le tissu myocardique se comporte comme un syncytium bien que ses cellules soient isolées (contrairement aux muscles squelettiques), la diffusion de la contraction étant très rapide grâce aux stries scalariformes.
En effet, au niveau des segments transverses des stries scalariformes se trouvent des jonctions adhérentes (fascia adherens et desmosomes) où s’insèrent des sarcomères (on trouve donc à ce niveau de nombreuses protéines de liaison). Ceci assure la cohésion mécanique entre les cardiomyocytes.
D'autre part, au niveau des segments longitudinaux des stries scalariformes se trouvent des jonctions communicantes (ou gap junction, ou jonctions à interstice). Elles permettent la communication chimique entre les cardiomyocytes: les flux ioniques assurés par les connexons (composé de 6 molécules de connexines) permettent d’entraîner la contraction des cellules de manière coordonnée.

## Aspect clinique
Les pathologies atteignant le myocarde sont appelées cardiomyopathies.
- Si les artères coronaires sont bouchées du fait d'artériosclérose et/ou de thrombose, cela peut entraîner une angine de poitrine ou un infarctus du myocarde.
- Certains virus provoquent une inflammation du myocarde, la myocardite.
- Lorsque le cœur est incapable de se contracter correctement (pour diverses raisons), on parle d'insuffisance cardiaque, ce qui entraîne en général une rétention de liquides, un œdème, un œdème pulmonaire, une insuffisance rénale, une hépatomégalie et en cas d'absence de traitement adapté, la qualité de vie du patient diminue ainsi que son espérance de vie.